# 不雅暴露

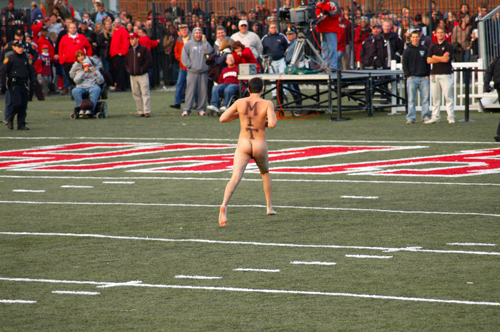
露體癖屬於不雅暴露中的一種

不雅暴露（Indecent exposure）是法律用語，是指刻意在公開場合以不合乎禮儀的方式，暴露自己身體的部位。法律及社會對於不雅暴露的反應會因為不同國家而有很大的差異，從完全禁止暴露，到禁止暴露身體的特定部位（例如生殖器、屁股及女性乳房）等。
相關禮儀一般是依地方社群的標準來判斷，很少會明文寫在法律中。標準可能是以宗教、道德或是傳統的標準，或是以治安需要來定義。沒有性愛意味的露體癖或是公開裸体有時也會視為不雅暴露。若是公開進行性行为，不論是否有裸體，都視為嚴重猥褻，多半是更嚴重的犯罪。在一些國家，若暴露身體的程度不符合社會的端莊標準，也會視為是不雅暴露。
有關不雅暴露成立條件的法律標準以及社會標準常會有變化，而且會依暴露時所在的場合有關。標準也會依時代而改變，因此不雅暴露的定義是很複雜的議題。

## 歷史
在特定情節下，某一種服裝是否合適，這要看所在的社群對服裝端莊的標準而定。此一標準會隨時代而改變，而且可能嚴格到大部份的身體都要有衣服包覆（例如阿富汗或沙烏地阿拉伯），也有可能寬鬆到常見的情形是全裸（如皮拉罕人及穆爾斯人部族）。一般來說，反對的服裝狀態和性本質無關，若反對的服裝狀態和性有關，則會稱為嚴重猥褻。
暴露的標準也隨時代而不同。在維多利亞時期，西方世界一般認為女性露出腿（某些情形甚至也包括露出手臂）是不雅的。有時在正式場合中，頭上需要有帽子或軟帽蓋住頭髮。到1930年代（甚至是1950年代），男性或女性在公共場合游泳或是沐浴，都需要穿著泳衣遮蓋腰部以上的部位。在1960年代及1970年代的西方社會中，成人女子暴露肚臍是不雅的，甚至到1980年代也是如此。自從1990年代及2000年代，道德價值劇烈地改變，對不雅暴露的標準也有很大的變化。自從1990年代開始，公開暴露肚臍（例如在海灘）是允許的，到了2000年代時，允許穿著丁字褲，露出臀部。。

## 作出有違公德的行為
作出有違公德的行為（Outraging public decency）是英格蘭及威爾斯的普通法系罪行之一。其定義比不雅暴露的範圍要廣，不過要在至少二個人（這些人不一定要看到此一行為）的公開場合下，此罪行才成立。